# Tijera de aves

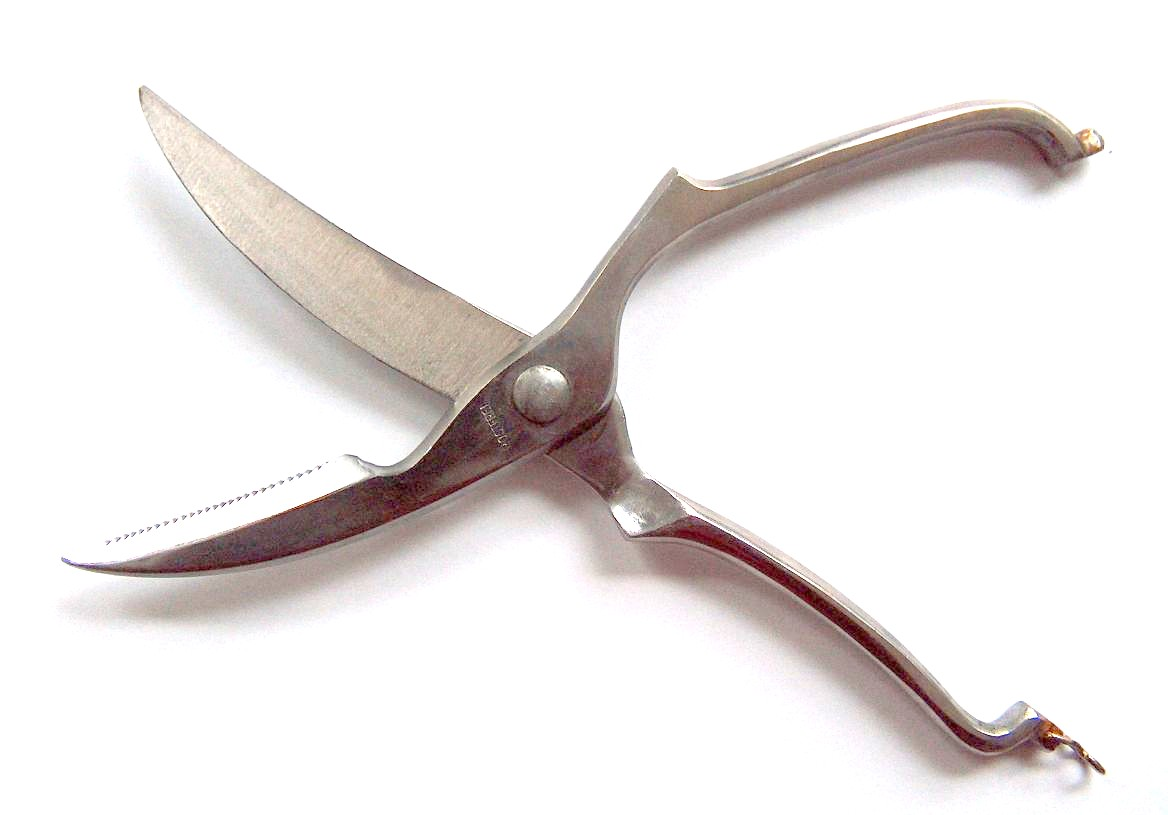
Tijera de aves.

Una tijera de aves es una especie de tijera empleada en la cocina para trocear la carne de las aves asadas, este tipo de tijeras es especial ya que los mangos son largos para poder trocear los pedazos de ave asada, siendo capaz de separar los nervios y los cartílagos. Este tipo de tijeras se puede ver frecuentemente en los locales de asado de pollos, se emplea para trinchar el pollo y meterlo en el recipiente de transporte.

## Características
Se trata de una tijera acabada en punta y con su filo muy pronunciado, ambas hojas tienen curvatura para poder hacer mejor su función. El material sobre el que suelen hacerse es de acero inoxidable en dos piezas. El mango suele tener una forma ergonómica para poder ejercer más fuerza sobre los materiales de diferente textura en las aves.